# FCI Levadia Tallinn
FCI Levadia Tallinn, oftest blot kaldet FCI Levadia, er en estisk fodboldklub i Tallinn, der spiller i den bedste estiske række Meistriliiga. Klubben blev grundlagt i 1998 under navnet FC Levadia Maardu og har siden 1999 spillet i Meistriliiga. Klubben har vundet Meistriliiga 9 gange og har vundet den estiske pokalturnering 8 gange og den estiske Super Cup 5 gange.
Klubben har siden 2000 spillet sine hjemmekampe på Kadrioru staadion, der har en kapacitet på ca. 4.750 tilskuere.[kilde mangler]

## Historie
Der er for få eller ingen kildehenvisninger i dette afsnit, hvilket er et problem. Du kan hjælpe ved at angive troværdige kilder til de påstande, som fremføres.

Klubben blev grundlagt den 22. oktober 1998, da metalproducenten OÜ Levadia blev officielt sponsor for den estiske fodboldklub Olümp, der var beliggende i byen Maardu. Olümp Maardu blev omdannet til Levadia Maardu. I 2004 flyttede klubben fra Maardu til hovedstaden Tallin.

## Titler
- Estiske mesterskaber (11): 1999, 2000, 2004, 2006, 2007, 2008, 2009, 2013, 2014, 2021 og 2024
- Estiske pokalturnering (9): 1999, 2000, 2004, 2005, 2007, 2010, 2012, 2013 og 2024

## Historiske slutplaceringer
| Sæson | Niveau | Liga         | Placering | Kilde  |
| ----- | ------ | ------------ | --------- | ------ |
| 1999. | 1.     | Meistriliiga | 1.        | [ 2 ]  |
| 2000. | 1.     | Meistriliiga | 1.        | [ 3 ]  |
| 2001. | 1.     | Meistriliiga | 6.        | [ 4 ]  |
| 2002. | 1.     | Meistriliiga | 6.        | [ 5 ]  |
| 2003. | 1.     | Meistriliiga | 6.        | [ 6 ]  |
| 2004. | 1.     | Meistriliiga | 1.        | [ 7 ]  |
| 2005. | 1.     | Meistriliiga | 2.        | [ 8 ]  |
| 2006. | 1.     | Meistriliiga | 1.        | [ 9 ]  |
| 2007. | 1.     | Meistriliiga | 1.        | [ 10 ] |
| 2008. | 1.     | Meistriliiga | 1.        | [ 11 ] |
| 2009. | 1.     | Meistriliiga | 1.        | [ 12 ] |
| 2010. | 1.     | Meistriliiga | 2.        | [ 13 ] |
| 2011. | 1.     | Meistriliiga | 4.        | [ 14 ] |
| 2012. | 1.     | Meistriliiga | 2.        | [ 15 ] |
| 2013. | 1.     | Meistriliiga | 1.        | [ 16 ] |
| 2014. | 1.     | Meistriliiga | 1.        | [ 17 ] |
| 2015. | 1.     | Meistriliiga | 2.        | [ 18 ] |
| 2016. | 1.     | Meistriliiga | 2.        | [ 19 ] |
| 2017. | 1.     | Meistriliiga | 2.        | [ 20 ] |
| 2018. | 1.     | Meistriliiga | 2.        | [ 21 ] |
| 2019. | 1.     | Meistriliiga | 2.        | [ 22 ] |
| 2020  | 1.     | Meistriliiga | 3.        |        |
| 2021  | 1.     | Meistriliiga | 1.        |        |
| 2022  | 1.     | Meistriliiga | 2.        |        |
| 2023  | 1.     | Meistriliiga | 2.        |        |
| 2024  | 1.     | Meistriliiga | 1.        |        |

## Nuværende trup
Pr. 9. april 2025.
| Nr. | Land          | Position | Spiller                  |
| --- | ------------- | -------- | ------------------------ |
| 1   | Estland       | MM       | Oliver Ani               |
| 6   | Estland       | MI       | Rasmus Peetson           |
| 7   | Estland       | FO       | Edgar Tur                |
| 8   | Guinea-Bissau | AN       | Mousta Bah               |
| 9   | Gambia        | AN       | Bubacarr Tambedou        |
| 10  | Estland       | FO       | Brent Lepistu            |
| 11  | Estland       | MI       | Mihkel Ainsalu           |
| 2   | Estland       | FO       | Michael Schjöning-Larsen |
| 14  | Ghana         | AN       | Ernest Agyiri            |
| 15  | Slovenien     | MI       | Til Mavretic             |
| 17  | Estland       | AN       | Robert Kirss             |
| 19  | Holland       | MI       | Richie Musaba            |
| 23  | Estland       | AN       | Frank Liivak             |

| Nr. | Land      | Position | Spiller               |
| --- | --------- | -------- | --------------------- |
| 24  | Rusland   | MI       | Aleksandr Zakarlyuka  |
| 25  | Estland   | FO       | Ken Kallaste          |
| 30  | Estland   | FO       | Hubert Liiv           |
| 33  | Ghana     | MI       | Enock Otoo            |
| 35  | Nigeria   | FO       | Victory Iboro         |
| 36  | Brasilien | AN       | João Pedro            |
| 45  | Estland   | FO       | Henri Järvelaid       |
| 59  | Estland   | AN       | Gregor Lehtmets       |
| 18  | Brasilien | MI       | Alexandre             |
| 41  | Estland   | MI       | Maksimilian Skvortsov |
| 4   | Estland   | FO       | Tanel Tammik          |
| 5   | Estland   | AN       | Mark Oliver Roosnupp  |
| 20  | Estland   | AN       | Ahmad Gero            |
| 99  | Estland   | MM       | Karl Andre Vallner    |